# Wangen (famiglia nobile)

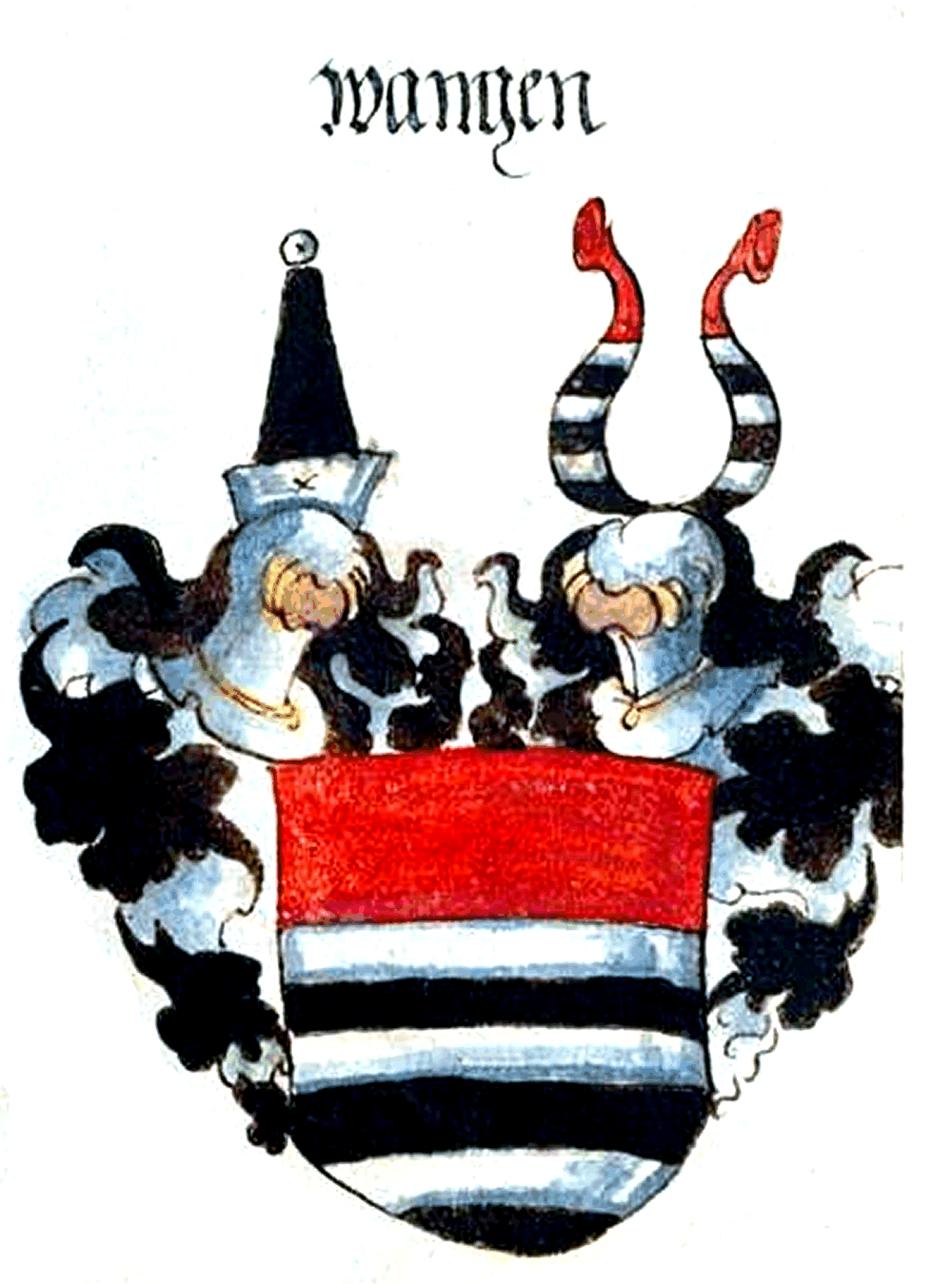
Stemma della famiglia von Wangen

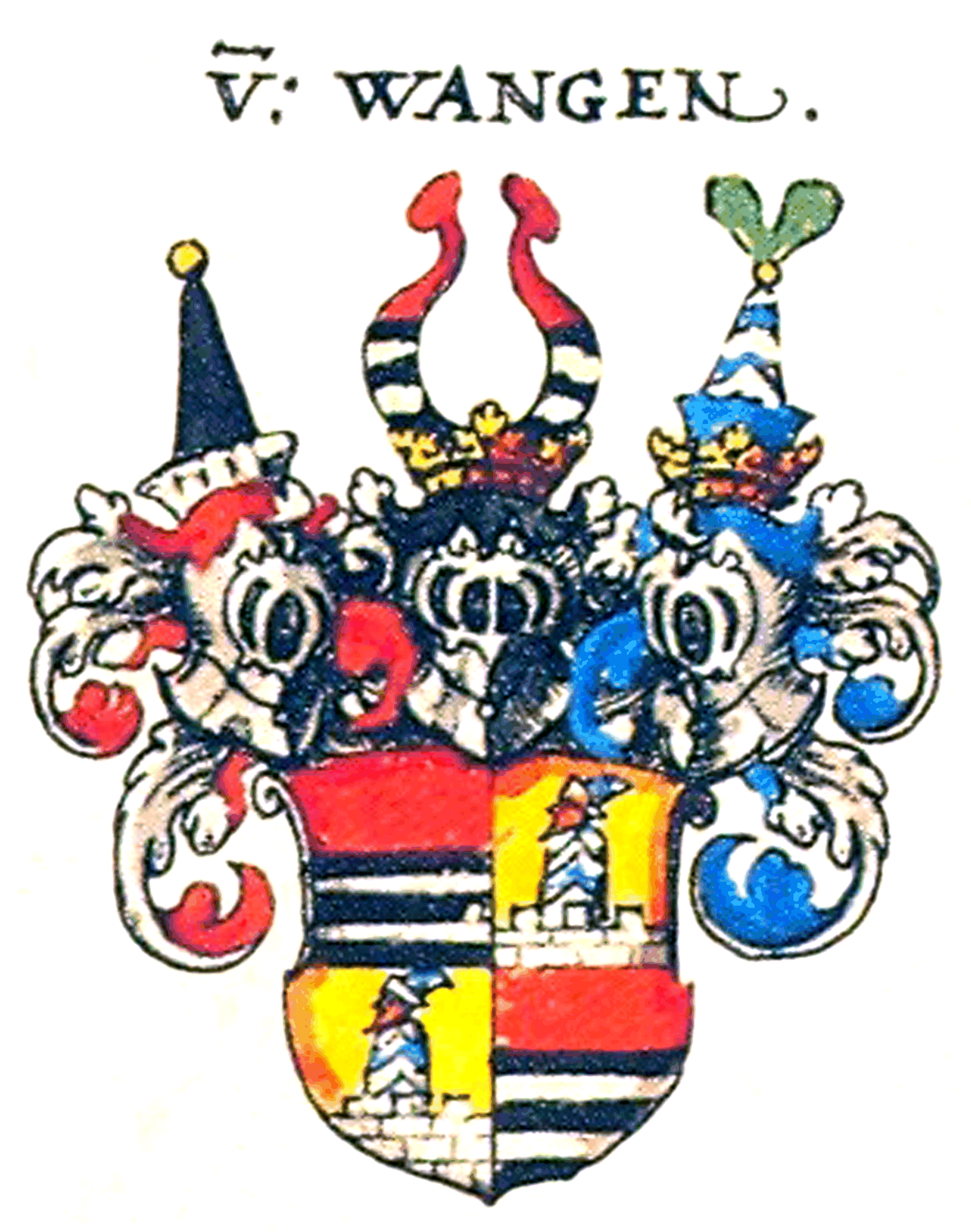
Stemma inquartato del giovane von Wangen nel libro degli stemmi di Johann Siebmacher del 1605

Wangen, Wanga o Vanga era il nome di due famiglie nobili della contea del Tirolo .

## Storia

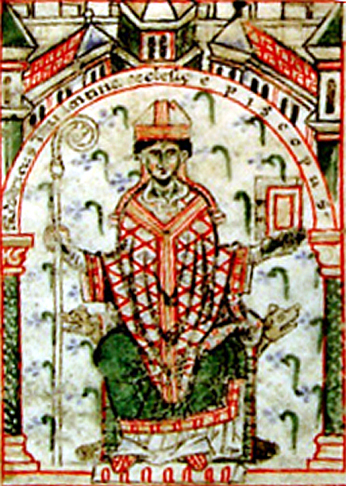
Federico Vanga

### Linea principale
Imparentata con i conti di Appiano e con i signori di Tarasp, aveva la sua sede a Burgeis nell'Alta Val Venosta. Intorno al 1170, Alberone I di Burgus trasferì la sua residenza nel castello sul Johanneskofel vicino al villaggio di Wangen, a nord di Bolzano, da cui prese il nome. Suo figlio Federico Vanga, principe vescovo di Trento e autore del Codex Wangianus, nel 1208 infeudò i suoi fratelli Alberone II e Beral I con un Meierhof e permise loro di costruirvi il Castel Vanga. All'apice del suo potere la famiglia possedeva dal XIII secolo al XVI secolo i castelli di Roncolo e Ried, tenute e masi sul Renon e nella parrocchia di Vanga, due vie a Bolzano davanti alla porta di Sotto, il tribunale in via Vanga e una parte delle usanze locali, una casa e la torre di Vanga sul ponte di Lorenzo a Trento, tenute e tribunale a Pfunds nell'Alta Valle dell'Inn, un feudo imperiale presso Stams, il baliato del monastero di Wilten nella valle dell'Adige e dell'Isarco. Nel 1258 Beral von Wangen vendette il suo castello di Reams ad un suo parente, il vescovo Heinrich von Chur insieme a tutto ciò che possedeva a Oberhalbstein e a Coira.  Dopo la morte del nipote di Alberone, Beral II, i possedimenti passarono gradualmente sotto il dominio del Tirolo. Con la morte del nipote Alberone III nel 1317/18, la linea maschile della famiglia si estinse. Albero III lasciò una figlia, Sophie, vedova del conte Heinrich von Moosberg, la cui nascita è documentata nel 1325.

### Linea minore
La linea cadetta inizia con Jakob Huter, che ricoprì più volte la carica di sindaco di Merano tra il 1456 e il 1481. Suo figlio Ulrich Huter, giudice cittadino di Merano dal 1495 al 1510, acquistò nel 1513 il castello di Wangen-Bellermont dai signori di Firmiano. In quest'anno venne nobilitato dall'imperatore Massimiliano I. Abbandonò quindi il suo nome civile, Huter, e adottò il nome e lo stemma dell'estinto Wangen. Nel 1518, servì come messaggero alla prima Dieta Imperiale austriaca a Innsbruck. Nel 1524, suo figlio Hans compare nella Landtafel tirolese. Nel 1539, i suoi nipoti acquisirono la corte di Vanga, vicino a Bolzano, come feudo di Trento. Nel 1581, Hans Dietrich von Wanga acquistò Castel Rubein a Maia Alta, vicino a Merano. Il ramo di Bolzano si estinse con Johann Hiledbrand von Wanga. 

## Possedimenti

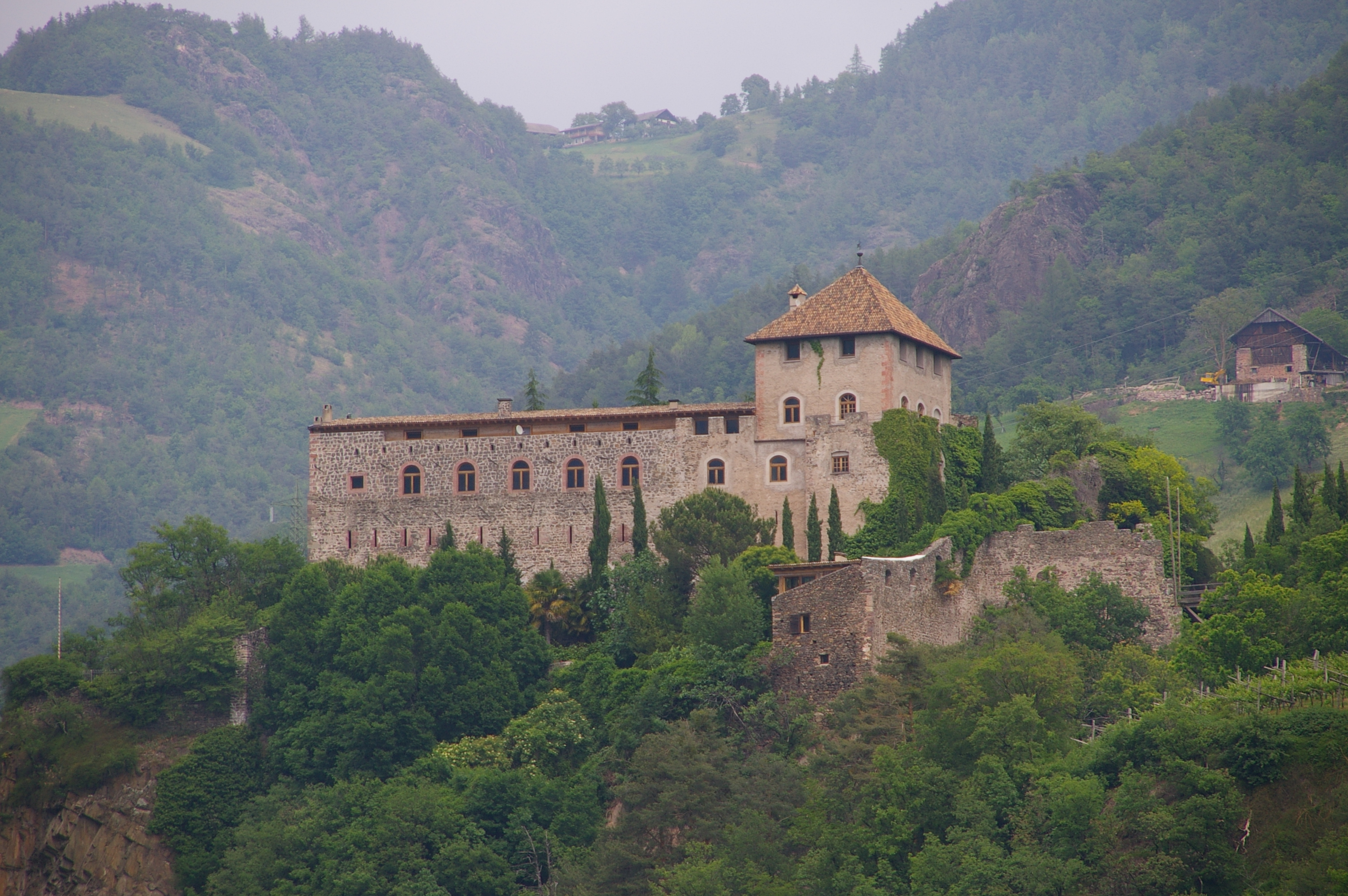
Castel Vanga
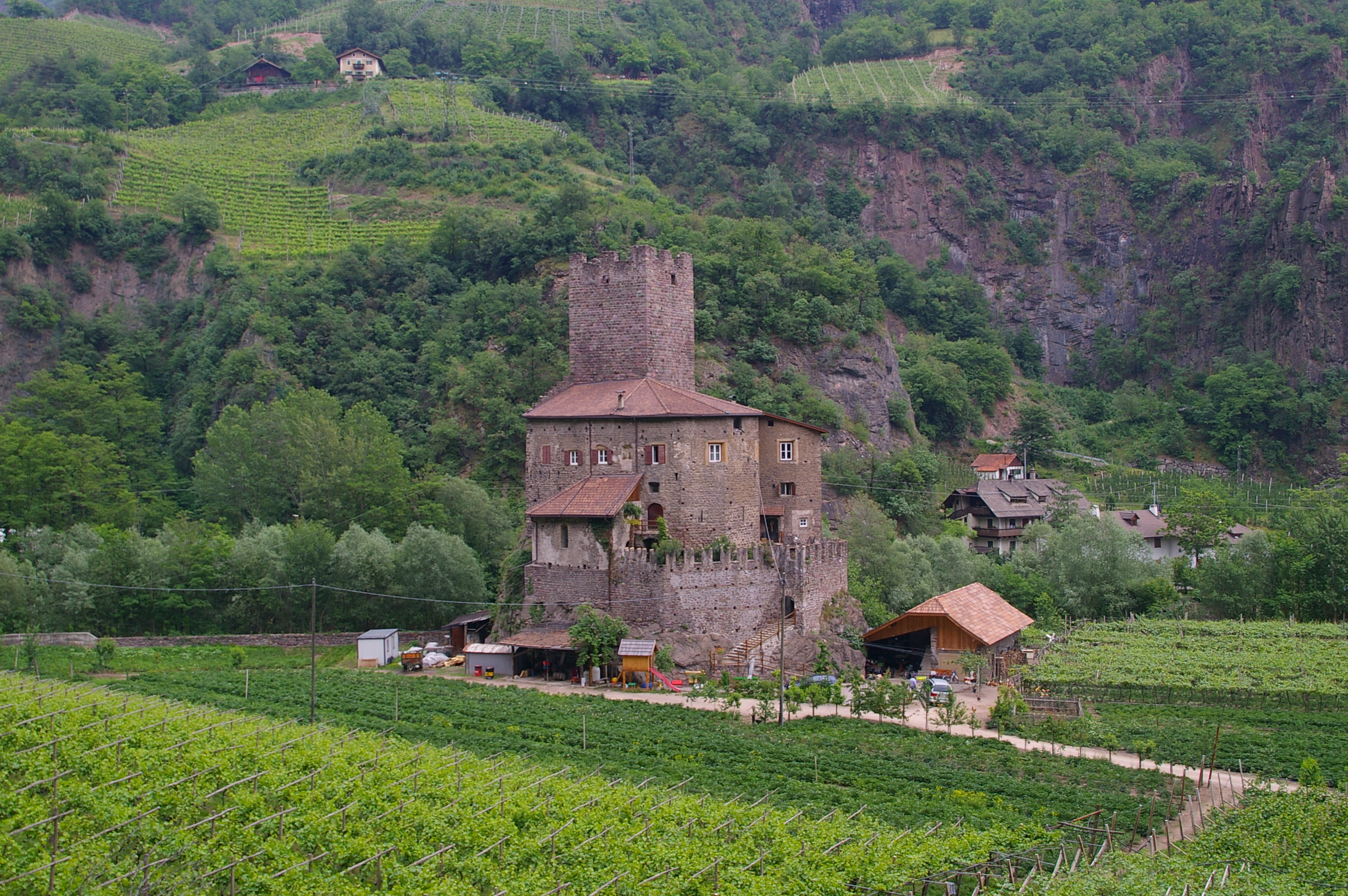
Castel Novale
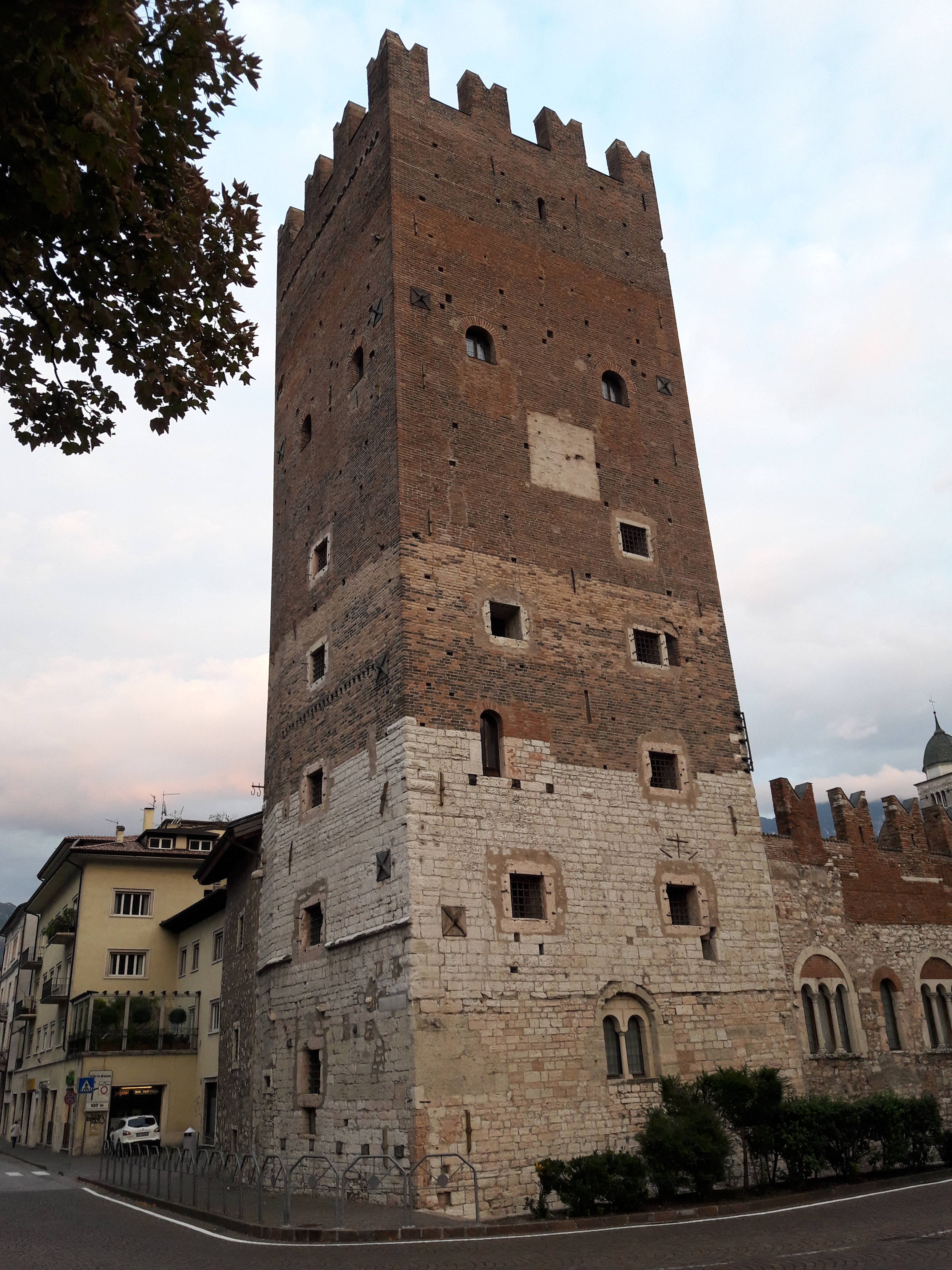
Torre Vanga
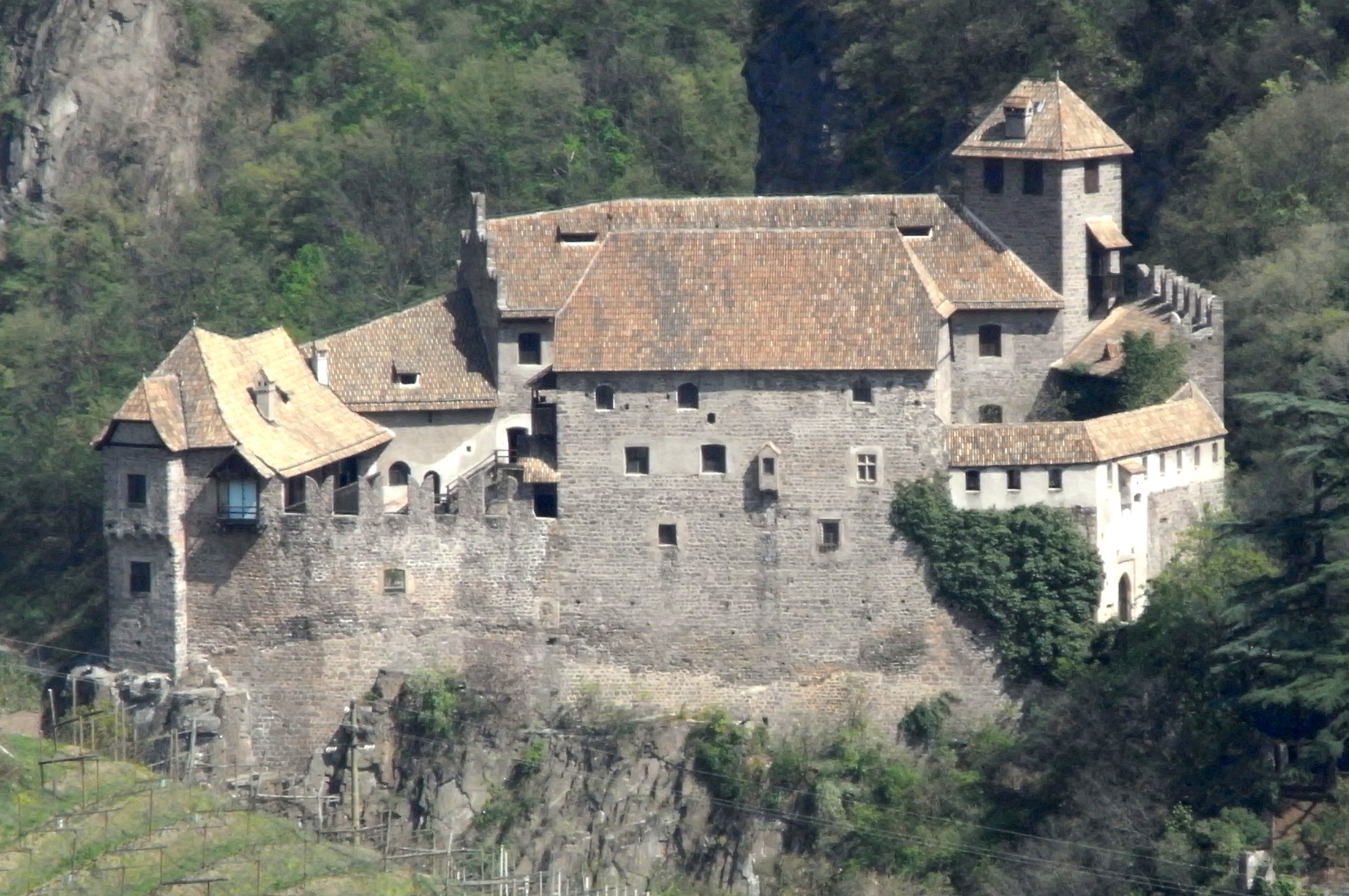
Castel Roncolo
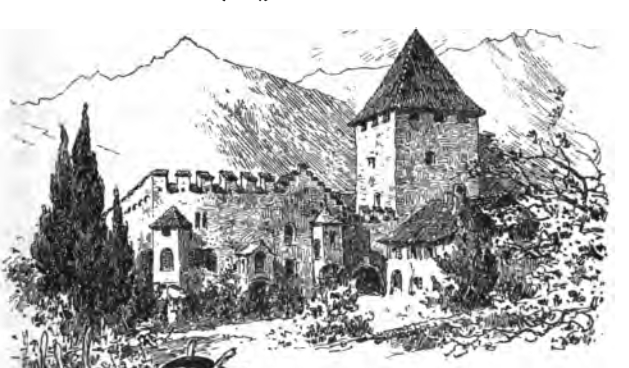
Castel Rubein